# Notarius quadriscutis
Notarius quadriscutis, popularmente conhecida como cangatá ou cangatã, é um peixe da família dos ariídeos (Ariidae).

## Nome
O nome popular cangatá ou cangatã tem origem no tupi a'kãg a'tara, no sentido de "cordão de penas", mas não há ainda explicações a respeito de como o termo foi associado ao peixe.

## Taxonomia
Notarius quadriscutis foi descrita por Achille Valenciennes em 1840, sob o nome de Arius quadriscutis. Anos depois, foi transferida ao gênero monofilético Aspistor (Jordan & Evermann, 1898) e da subfamília dos ariíneos (Ariinae). A National Center for Biotechnology Information (NCBI) e o Catalogue of Life, em suas respectivas taxonomias, preservam esta classificação. No entanto, em 2007 R. Betancur et al. reclassificara a espécie no gênero Notarius e desde 2014 estão a promover uma unificação nomenclatural dos ariídeos.

## Descrição
Notarius quadriscutis é uma espécie que alcança até 50 centímetros de comprimento total, embora 30 centímetros seja mais comum; outras estimativas oscilam entre 19 e 42/44 centímetros. Seu peso varia entre 80 gramas e um quilo. Sua coloração é amarelo ou amarelo-acinzentado dorsalmente, mas branco ventralmente. Possui cabeça arqueada e ligeiramente achatada, focinho largo e ligeiramente arredondado, e boca saliente. O escudo no topo da cabeça é áspero atrás e liso na frente, alcançando entre os olhos. Não apresenta sulco no topo da cabeça. O processo ósseo atrás do escudo da cabeça é curto, com uma base larga afinando para uma ponta estreita e redonda. A placa óssea antes da base do espinho da nadadeira dorsal é grande, tem formato de sela, e é áspero no centro, com um entalhe raso na frente onde se sobrepõe ao processo ósseo antes dele.
A placa óssea acima da base da nadadeira peitoral é triangular e pontiaguda. Tem dois pares de narinas bem próximas e três pares de barbilhos (no queixo e em ambas as mandíbulas), com o par superior alcançando a nadadeira peitoral Os dentes no céu da boca são de pontiagudos a granulares, em dois pares de placas (as mais externas são muito longas e pontiagudas) que se tocam e formam um longo U. A abertura branquial é ampla e não possui membranas aderentes ao peito. Não tem rastros nas superfícies traseiras dos dois primeiros arcos branquiais, mas rastros branquiais na frente do primeiro arco 11-14. A nadadeira caudal é profundamente bifurcada. Por fim, apresenta uma linha lateral completa, com ramificações para a base superior e inferior da nadadeira caudal, sem escamas.

## Distribuição e habitat
Notarius quadriscutis habita zonas costeiras com influência de água doce, no fundo turvo e lodoso. Por vezes ocorre em áreas de manguezais e estuários (de zero a 22 metros), mas é menos comum. Está presente na Guiana, Guiana Francesa, Trindade e Tobago, Suriname, Venezuela e Brasil. No Brasil, ocorre nos estados do Amapá, Maranhão, Pará e Piauí, segundo alguns registros, ou até o sul do estado da Bahia, segundo outros. É mais comum no Nordeste e pouco abundante no estuário do rio Caeté, no Pará.

## Biologia e ecologia
Notarius quadriscutis é uma espécie epibêntica. Alimenta-se de invertebrados bentônicos, principalmente crustáceos e moluscos, e peixes. Reproduz-se por incubação bucal paterna de ovos (de nove a 11 milímetros de diâmetro) entre setembro e novembro.

## Conservação
A União Internacional para a Conservação da Natureza (UICN) classifica Notarius quadiscutis como uma espécie pouco preocupante (LC), em decorrência de sua ampla distribuição e abundância em seus habitats. É capturado para consumo local e exportado congelado em pequena escala. Na pesca industrial, por vezes é capturado como fauna acompanhante. Quando comercializado, é vendido fresco e salgado, e congelado, se exportado. Em 2018, foi classificada como pouco preocupante (LC) no Livro Vermelho da Fauna Brasileira Ameaçada de Extinção do Instituto Chico Mendes de Conservação da Biodiversidade (ICMBio). A espécie não possui dados populacionais publicados no Brasil. Há registros no Maranhão (estuário do rio Paciência e ilha de São Luís) e baixa abundância no estuário do Caeté, no Pará. No delta do Amazonas, 795 espécimes foram coletados em três arrastos entre 1996 e 1997. Embora não haja comprovação, é possível que exista fluxo de indivíduos das Guianas e Suriname. Por apresentar reprodução em estuários, é vulnerável à degradação dos manguezais e à pesca durante o período reprodutivo (chuvoso). Apesar dessas ameaças, elas não são consideradas suficientes para colocá-la em risco de extinção atualmente. No Brasil, ocorre em três áreas de conservação: a Área de Proteção Ambiental Delta do Parnaíba (APA Delta do Parnaíba), a Reserva Extrativista Maracanã (Resex Maracanã) e a Reserva Extrativista Marinha de Caeté-Taperaçu (Resex Marinha de Caeté-Taperaçu).